# Steen Rømer Larsen
Steen Rømer Larsen (født 24. februar 1949) er en tidligere dansk fodboldspiller. 
På klubplan spillede Steen Rømer Larsen for B 1903, og var med til at vinde Danmarksturneringen i 1969. Dette år blev han også Danmarksturneringens topscorer. Han spillede desuden for den franske klub FC Nantes og for belgiske Union St. Gilloise.
Steen Rømer spillede i perioden 1968-1969 8 landskampe og scorede 4 mål. 2 af målene blev scoret i debuten mod Norge. Før debuten på A-landsholdet spillede han 3 U21- og 6 U19-landskampe
Nu i 2013 er han gift, har 3 børn og 3 børnebørn. Han holder sig nu i 2017 stadigvæk i god form og spiller stadigvæk fodbold.
 Der er for få eller ingen kildehenvisninger i denne artikel, hvilket er et problem. Du kan hjælpe ved at angive troværdige kilder til de påstande, som fremføres i artiklen.